# لوري بريت
لوري بريت (بالإنجليزية: Laurie Brett)‏ هي ممثلة بريطانية، ولدت في 28 مارس 1969 في هميلتون في المملكة المتحدة.

## وصلات خارجية
- لوري بريت على موقع IMDb (الإنجليزية)
- لوري بريت على موقع قاعدة بيانات الفيلم (الإنجليزية)